# 9-borabicyclo(3.3.1)nonaan
9-borabicyclo[3.3.1]nonaan of 9-BBN is een gebrugde organische verbinding van boor, met als brutoformule C10H23B. De stof komt voor als witte kristallen, die reageren met water. De verbinding komt steeds voor als een dimeer, die echter met behulp van sterke reductoren kan gesplitst worden.
|                                    |                                                   |
| Structuurformule van het monomeer. | Vereenvoudigde structuurformule van het monomeer. |

## Synthese
9-BBN wordt gesynthetiseerd door reactie van 1,5-cyclo-octadieen en boraan in dimethylsulfide:
De verbinding is commercieel verkrijgbaar als een oplossing in tetrahydrofuraan of als vaste kristallijne stof.

## Toepassingen
Het is een belangrijk reagens in de organische chemie, waar het onder meer bij hydroboreringen en bij de Suzuki-reactie gebruikt wordt. Door een stereoselectieve additie aan alkenen, kan het gebruikt worden voor de bereiding van terminale alcoholen, gevolgd door de oxidatieve ontkoppeling met waterstofperoxide in KOH-oplossing.
9-BBN is ook een interessante verbinding om tal van organische en anorganische verbindingen te reduceren, ter vervanging van de onstabielere dialkylboranen.